# Aglaops homaloxantha
Aglaops homaloxantha là một loài bướm đêm trong họ Crambidae.